# Nautos
Nautos ist eine deutsche Fachdatenbank zum Suchen und Auffinden von deutschen, europäischen und internationalen Normen. Diese Softwarelösung wird vertrieben vom Beuth-Verlag. Sie löste am 1. Dezember 2022 die Normendatenbank Perinorm ab.

## Geschichte
Bis zu den frühen 1980er Jahren konnten technische Normen vom DIN u. a. Organisationen nur im Papierformat beim Beuth-Verlag bezogen werden. An einigen Universitäten gab es Normenauslegestellen, bei denen sich Studierende und Forschende Einblick in die in Aktenordnern aufbewahrten Normen nehmen konnten und diese nur für den Dienstgebrauch ausleihen durften. In den 1990ern entstand dann die deutsche Normendatenbank Perinorm. Diese wurde nach einem Parallelbetrieb während des Jahres 2022 durch Nautos am 1. Dezember 2022 abgelöst. In Nautos sind neben allen DIN-Normen und VDI-Richtlinien auch viele internationale ISO-Normen im Volltext enthalten.

## Umfang
- DIN-Normen
- DIN EN Normen (Europäische Norm, die in das deutsche Normenwerk übernommen wurden)
- DIN EN ISO Normen (Deutsche Norm auf der Grundlage einer Europäischen Norm, die auf einer internationalen Norm der ISO beruht)
- DIN ISO-Normen (Deutsche Norm auf der Grundlage einer internationalen Norm der ISO)
- DIN ETS-Normen (Deutsche Norm auf der Grundlage einer europäischen Telekommunikationsnorm)
- DIN IEC-Normen (Internationale elektrotechnische Norm, die in das deutsche Normenwerk übernommen wurde)
- VDI-Richtlinien (Verein Deutscher Ingenieure)
- PAS (Publicly Available Specification – öffentlich verfügbare Spezifikationen)
- ISO-Normen (Normen der International Organization for Standardization)
- Fachbibliographie der DWA (Deutsche Vereinigung für Wasserwirtschaft, Abwasser und Abfall e.V.)

## Funktionen
Nautos bietet diverse Funktionen, die speziell für die Bedürfnisse von Unternehmen und Hochschuleinrichtungen im Bereich Normenmanagement konzipiert sind. Dazu gehören:
- Recherche von Normen: Ermöglicht das schnelle Auffinden spezifischer Standards und technischer Regeln. Derzeit können damit 57 individuell konfigurierbare Suchfelder auf ca. 2,6 Millionen Datensätzen aus ca. 30 Ländern zugreifen. Es gibt Filterfunktionen zum Verfeinern der Suchergebnisse und für die Weiterverarbeitung wählbare Datensätze.
- Beschaffung von Normen: Gegen eine Lizenzgebühr stehen die Normen im XML- oder PDF-Format zum Download zur Verfügung.
- Überwachung von Dokumenten: Bei Zahlung einer Lizenzgebühr können ausgewählte Normen überwacht und bei Änderungen oder Neuerungen erfolgt eine Aktualisierungsinformation oder automatische Zustellung.
- Lizenzmanagement: Verwaltet die lizenzkonforme Nutzung von Normen und technischen Regeln.
- Compliance-Überwachung: Stellt sicher, dass alle genutzten Dokumente den geltenden Lizenzbedingungen entsprechen.

## Anwendung
Die Anwendung kann nach dem Lizenzerwerb beim Beuth-Verlag direkt über das Internet durch Zugriff auf die Datenbank Nautos erfolgen. Alternativ können Hochschulbibliotheken aufgesucht werden, welche in Deutschland eine der ca. 90 Normeninfopoints betreiben. Die Normensuche kann auf folgende drei Arten erfolgen:
1. Durch die Eingabe der Dokumentbezeichnung falls die Normbezeichnung bekannt ist, also beispielsweise DIN EN ISO 9001.
2. Durch eine Suche in dem internationales Klassifikationssystem International Classification for Standards (ICS). Dies ist eine Einteilungssystematik über ökonomische Sektoren und Tätigkeiten, bei denen technische Standards angewendet werden.
3. Durch eine Freitextsuche mit Stichworten. Hierbei ist es empfehlenswert sich zuvor den Leitfaden für die Normenrecherche [3] vom Ausschuss Normenpraxis (ANP) des DIN durchzulesen.